# تاریخچه علوم اعصاب
از مومیاییسازی‌های مصر باستان تا پژوهش‌های علمی قرن هجدهم دربارهٔ «گلبول‌ها» و نورونها، شواهدی از پرداختن به علوم اعصاب در دوره‌های آغازین تاریخ وجود دارد.
تمدن‌های اولیه ابزارهای کافی برای شناخت مغز انسان در اختیار نداشتند؛ از همین رو، برداشت‌های آن‌ها از کارکردهای درونی ذهن اغلب نادرست بود. دیدگاه‌های اولیه در مورد عملکرد مغز، آن را نوعی «پر کردن جمجمه» می‌دانستند. در مصر باستان، از اواخر پادشاهی میانه به بعد، در آماده‌سازی برای مومیایی کردن، مغز مرتباً برداشته می‌شد، زیرا قلب محل هوش فرض می‌شد. بر پایهٔ نوشته‌های هرودوت، در نخستین مرحلهٔ مومیایی‌سازی:
«کامل‌ترین روش این است که تا حد امکان، مغز را با قلاب آهنی بیرون کشیده، و آنچه با قلاب بیرون نمی‌آید، با داروها درآمیخته می‌شود.» در طول پنج‌هزار سال بعدی، این دیدگاه به‌کلی دگرگون شد؛ امروزه می‌دانیم که مغز مرکز هوش و ادراک است، هرچند بازمانده‌هایی از آن باور قدیمی همچنان در زبان رایج باقی مانده‌اند، مانند عبارت «از برکردن با دل» که یادگیری را به قلب نسبت می‌دهد.

## دوران باستان

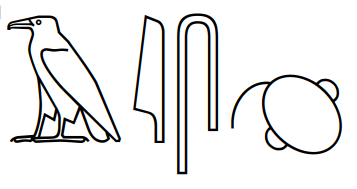
هیروگلیف نشان دهنده مغز یا جمجمه در پاپیروس ادوین اسمیت

اولین اشاره به مغز در پاپیروس ادوین اسمیت، نوشته شده در قرن هفدهم پیش از میلاد، یافت می‌شود. هیروگلیف مغز، که هشت بار به یک موضوع خاص اشاره شده است، علائم، تشخیص و پیش‌آگهی دو بیماری که دچار زخم‌های ناحیه سر و شکستگی مرکب جمجمه شده‌اند، توصیف می‌شود. ارزیابی‌های نویسنده پاپیروس ــ که به‌نظر می‌رسد جراحی میدان نبرد بوده است ــ نشان می‌دهد که مصریان باستان درکی مبهم اما واقعی از اثرات آسیب‌های مغزی داشته‌اند.
با آنکه شرح علائم دقیق و با جزئیات بیان شده، نبود پیشینه‌ای علمی و پزشکی در این نوشته‌ها کاملاً مشهود است.
نویسنده پاپیروس به «نبض‌های مغز نمایان‌شده» اشاره می‌کند و سطح مغز را به سطح مواج سربارهٔ مس (که واقعاً دارای الگویی شیارگونه مشابه شیارها و پیچ‌وخم‌های مغز است) تشبیه می‌نماید.
در این متن، جهت آسیب‌دیدگی با جهت بروز علائم مرتبط دانسته شده است؛ و هر دو وضعیت افازی (ناتوانی در سخن گفتن، به‌صورت "با تو سخن نمی‌گوید") و تشنج ("او به‌شدت می‌لرزد") پس از آسیب به سر، به‌روشنی توصیف شده‌اند.
این مشاهدات نشان می‌دهد که تمدن‌های باستانی تنها درکی نسبی از عملکردهای پایه مغز و اهمیت محافظت جمجمه داشته‌اند.
با این حال، با توجه به اینکه باورهای پزشکی در آن دوران بر پایه افسانه‌ها و خرافات شکل گرفته بود، اندیشه‌های این جراح میدانی برخلاف جریان رایج، تجربی، استقرایی و مبتنی بر مشاهده مستقیم و استنتاج منطقی بوده است.

## قرون وسطی تا اوایل دوران مدرن
پزشکی اسلامی در قرون وسطی بر چگونگی تعامل ذهن و بدن متمرکز بود و بر نیاز به درک سلامت روان تأکید داشت. حدود سال ۱۰۰۰ میلادی، الزهراوی، که در اندلس اسلامی زندگی می‌کرد، بیماران عصبی را ارزیابی و درمان‌های جراحی آسیب‌های سر، شکستگی‌های جمجمه، آسیب‌های ستون فقرات، هیدروسفالی، افیوژن ساب دورال و سردرد را انجام می‌داد. در ایران، ابن سینا دانش دقیقی در مورد شکستگی‌های جمجمه و درمان‌های جراحی آنها ارائه داد. برخی ابن سینا را پدر پزشکی مدرن می‌دانند. او ۴۰ اثر در مورد پزشکی نوشت که قابل توجه‌ترین آنها قانون است، یک دایرةالمعارف پزشکی که تقریباً صد سال به عنوان یک منبع اصلی در دانشگاه‌ها تبدیل شد. او همچنین پدیده‌هایی مانند بی‌خوابی، شیدایی، توهم، کابوس، زوال عقل، صرع، سکته مغزی، فلج، سرگیجه، مالیخولیا و لرزش را توضیح داد. او همچنین وضعیتی شبیه به اسکیزوفرنی را توصیف کرد که آن را جنون مُفرِط نامید و با آشفتگی، اختلالات رفتاری و خواب، دادن پاسخ‌های نامناسب به سوالات و ناتوانی گاه به گاه در صحبت کردن مشخص می‌شد. ابن سینا همچنین ورمیس مخچه را که او به سادگی ورمیس می‌نامید و هسته دمی را کشف کرد. هر دو اصطلاح هنوز هم در نوروآناتومی امروزی استفاده می‌شوند. او همچنین اولین کسی بود که نقص‌های ذهنی را با نقص در بطن میانی مغز یا لوب پیشانی مرتبط دانست. ابوالقاسم زهراوی، ابن رشد، ابن زهر و ابن میمون که در جهان اسلام قرون وسطی فعال بودند، نیز تعدادی از مشکلات پزشکی مربوط به مغز را توصیف کردند.
بین قرن‌های سیزدهم و چهاردهم، اولین کتاب‌های درسی کالبدشناسی در اروپا، که شامل توصیفی از مغز بود، توسط موندینو د لوزی و گویدو دا ویگِوانو نوشته شد.

## مؤسسات و سازمان‌ها
در نتیجه افزایش علاقه به سیستم عصبی، چندین مؤسسه و سازمان برجسته علوم اعصاب تشکیل شده‌اند تا بستری برای همه دانشمندان علوم اعصاب فراهم کنند. بزرگ‌ترین سازمان حرفه‌ای علوم اعصاب، انجمن علوم اعصاب (SFN) است که در ایالات متحده مستقر است اما اعضای زیادی از کشورهای دیگر را نیز در بر می‌گیرد.
| بنیاد | مؤسسه یا سازمان                                                              |
| ----- | ---------------------------------------------------------------------------- |
| ۱۸۸۷  | مؤسسه اوبرشتاینر دانشکده پزشکی دانشگاه وین                                   |
| ۱۹۰۳  | کمیسیون مغز انجمن بین‌المللی آکادمی‌ها                                         |
| ۱۹۰۷  | مؤسسه روان‌شناسی عصبی در آکادمی پزشکی دولتی سن پترزبورگ                       |
| ۱۹۰۹  | مؤسسه مرکزی تحقیقات مغز هلند در آمستردام، که اکنون مؤسسه علوم اعصاب هلند است |
| ۱۹۴۷  | مؤسسه ملی سلامت روان و علوم اعصاب                                            |
| ۱۹۵۰  | مؤسسه فعالیت عصبی عالی                                                       |
| ۱۹۶۰  | سازمان بین‌المللی تحقیقات مغز                                                 |
| ۱۹۶۳  | انجمن بین‌المللی شیمی اعصاب                                                   |
| ۱۹۶۸  | انجمن مغز و رفتار اروپا                                                      |
| ۱۹۶۸  | انجمن علوم اعصاب بریتانیا                                                    |
| ۱۹۶۹  | انجمن علوم اعصاب                                                             |
| ۱۹۹۷  | مرکز ملی تحقیقات مغز                                                         |

در سال ۲۰۱۳، طرح BRAIN در ایالات متحده اعلام شد. در سال ۲۰۱۷، یک طرح بین‌المللی مغز ایجاد شد که در حال حاضر با بیش از هفت طرح تحقیقاتی مغز در سطح ملی (ایالات متحده، اروپا، مؤسسه آلن، ژاپن، چین ، استرالیا) ادغام شده است. بایگانی‌شده  در ۲۰۲۰-۰۲-۰۵ توسط Wayback Machine ، کانادا ، کره ، اسرائیل) که چهار قاره را در بر می‌گیرد.